# Беляни (Груєцький повіт)
Беляни (пол. Bielany) — село в Польщі, у гміні Блендув Груєцького повіту Мазовецького воєводства.
Населення — 249 осіб (2011).
У 1975-1998 роках село належало до Радомського воєводства.

## Демографія
Демографічна структура станом на 31 березня 2011 року:
|          | Загалом | Допрацездатний вік | Працездатний вік | Постпрацездатний вік |
| -------- | ------- | ------------------ | ---------------- | -------------------- |
| Чоловіки | 132     | 20                 | 97               | 15                   |
| Жінки    | 117     | 18                 | 74               | 25                   |
| Разом    | 249     | 38                 | 171              | 40                   |